# Colegio Oficial de Médicos de Barcelona

El Colegio Oficial de Médicos de Barcelona (COMB) es un colegio profesional constituido en 1894 en Barcelona. Tienen que pertenecer a dicho colegio, obligatoriamente, todos los licenciados en medicina que ejerzan la profesión dentro del ámbito territorial de la provincia de Barcelona, en cualquiera de sus modalidades, sea de manera independiente o bien al servicio de las diferentes administraciones públicas existentes, o de instituciones dependientes de ellas, o de cualquier otra entidad pública o privada.

## Órganos de gobierno
El Colegio cuenta con los siguientes órganos internos:
- Comisión Permanente, formada por su actual presidente Jaume Padrós Selma (de ideología independentista), dos vicepresidentes, secretario, vicesecretario y tesorero-contador,
- Junta de Gobierno, escogida para un periodo de cuatro años.
- Asamblea de Compromisarios, formada por 300 delegados escogidos por sufragio universal representando todas y cada una de las comarcas de la provincia de Barcelona.
- Asamblea General, constituida por la totalidad de los colegiados, es el órgano soberano de la representación colegial, a la cual tendrán que rendir cuentas de su actuación, si estuvieran requeridas, la Asamblea de Compromisarios y la Junta de Gobierno.